# Гімн Кот-д'Івуару
L'Abidjanaise (укр. Гімн Абіджана) — державний гімн Кот-д'Івуару. Офіційно затверджений у 1960 році після проголошення незалежності. Слова гімну написали Матьйо Екра, Жоашім Боні, П'єр Марі Коті. Музику — П'єр Марі Коті разом з П'єром Мішелем Панго.

## Текст гімну
Salut ô terre d'espérance;
Pays de l'hospitalité.
Tes légions remplies de vaillance: Ont relevé ta dignité.
Tes fils, chère Côte d'Ivoire,
Fiers artisans de ta grandeur,
Tous rassemblés pour ta gloire: Te bâtiront dans le bonheur.
Fiers Ivoiriens, le pays nous appelle.
Si nous avons dans la paix ramené la liberté,
Notre devoir sera d'être un modèle: De l'espérance promise à l'humanité,
En forgeant, unie dans la foi nouvelle,
La patrie de la vraie fraternité.